# San Jacinto (Masbate)
San Jacinto is een gemeente in de Filipijnse provincie Masbate op het eiland Ticao. Bij de census van 2020 telde de gemeente bijna 30 duizend inwoners.

## Geografie

### Bestuurlijke indeling
San Jacinto is onderverdeeld in de volgende 21 barangays:
| - Almiñe - Bagacay - Bagahanglad - Bartolabac - Burgos - Calipat-An - Danao - District I - District II - District III - District IV | - Dorong-an Daplian - Interior - Jagna-an - Luna - Mabini - Piña - Roosevelt - San Isidro - Santa Rosa - Washington |

### Bevolkingsgroei
San Jacinto had bij de census van 2020 een inwoneraantal van 29.686 mensen. Dit waren 686 mensen (-2,26%) minder dan bij de vorige census van 2015. Ten opzichte van de census van 2000 was het aantal inwoners gegroeid met 4.906 mensen (19,80%). De gemiddelde jaarlijkse groei in die periode kwam daarmee uit op 0,91%, hetgeen lager was dan het landelijk jaarlijks gemiddelde over deze periode (1,79%).

De bevolkingsdichtheid van San Jacinto was ten tijde van de laatste census, met 29.686 inwoners op 122,4 km², 242,5 mensen per km².